# La notte prima di Natale
La notte prima di Natale (in russo Ночь перед Рождеством?, Noč' pered Roždestvom) è un racconto di Nikolaj Vasil'evič Gogol' pubblicato nel 1832 nel secondo volume della raccolta Veglie alla fattoria presso Dikan'ka.
Ambientato in Ucraina durante il regno di Caterina II, il testo ha ispirato le opere liriche Il fabbro Vakula (1874) e Gli stivaletti (1885) di Pëtr Čajkovskij e La notte prima di Natale di Nikolaj Rimskij-Korsakov (1894-1895), oltre ad alcune pellicole cinematografiche, tra cui Veglie alla fattoria presso Dikan'ka, diretto nel 1961 da Aleksandr Rou, e il film d'animazione La notte prima di Natale, realizzato nel 1951 presso lo studio Sojuzmul'tfil'm.